# 강변 테크노마트
강변 테크노마트(영어: Techno Mart 21)는 대한민국 서울특별시 광진구 구의동에 위치한 건축물이다.

## 역사
1998년 4월 4일 서울특별시 광진구 구의동 부근에 최초의 복합쇼핑몰인 강변테크노마트를 오픈하였다.
2011년 7월 5일 오전 10시 10분께 이상진동현상이 일어나 입주자 및 고객들이 대피하는 소동이 벌어졌다. 5일부터 7일까지 임시점검을 진행하여 이상 없음을 판정 받은 테크노마트는 8일 이후 정상적인 영업을 시작하였으나 아직까지 논란은 2011년 7월까지 되고 있는 상황이었다. 2011년 7월 19일 조사단은 “테크노마트 진동, 태보 운동이 원인”이라고 잠정 결론 지었다.
한 결과라고 말하였으나 아직까지도 안정성에 대한 이미지는 회복되지 않고 있다.

## 갤러리

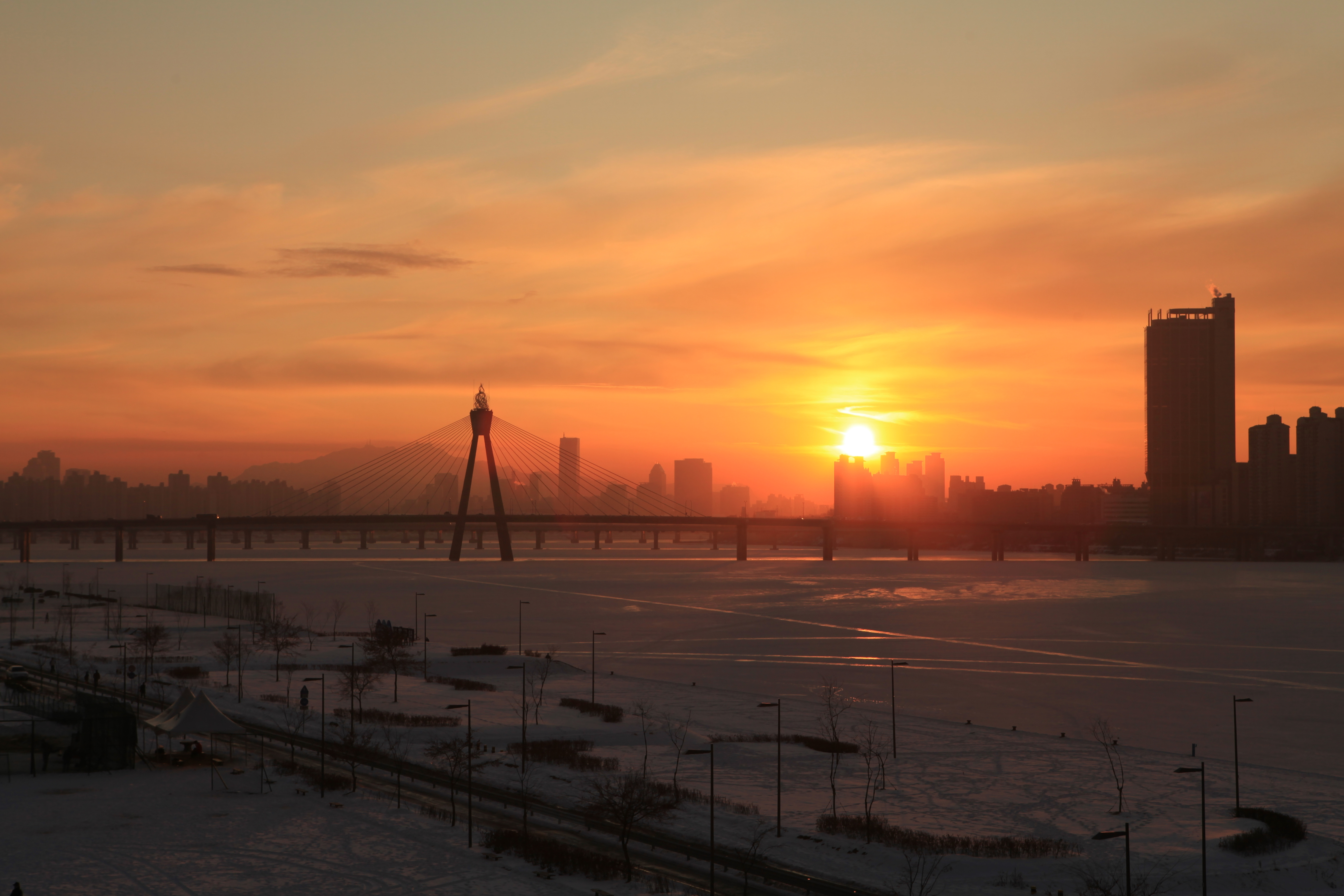
올림픽대교와 같이 있는 강변 테크노마트

## 파노라마

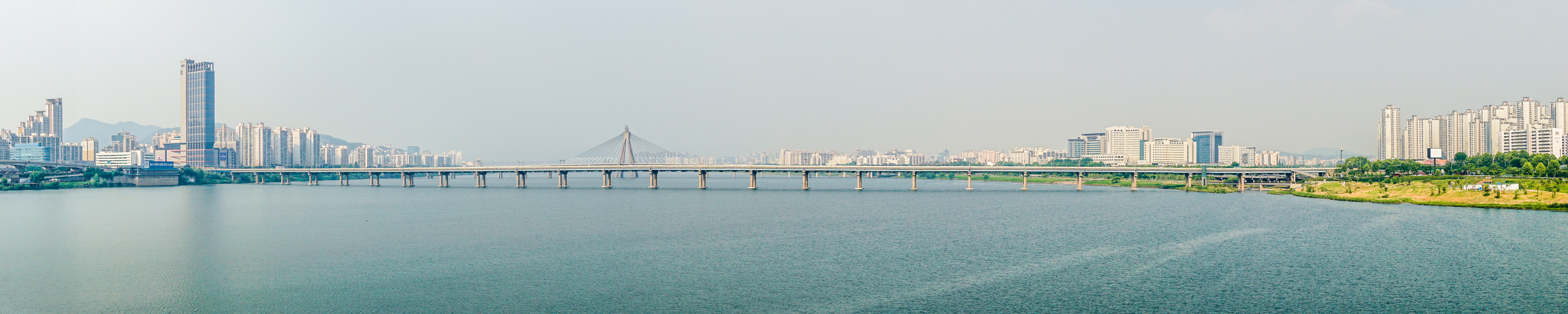
강변 테크노마트가 보이는 파노라마.

## 교통
- ● 서울 지하철 2호선 - 교통 2호선 강변역과 지하통로를 이용하여 연결되어 있는 것이 특징이다.

## 같이 보기
- 테크노마트
- 프라임센터